# جیمی دستری
جیمی دستری (متولدشده با نام اصلی جیمز دستری در ۱۳ آوریل ۱۹۵۴، بروکلین نیویورک) در گروه موسیقی راک بلاندی، کیبورد می‌نوازد و به همراه کریس استین و دبرا هری، او نیز ترانه‌سرای اصلی گروه است. او در سال ۲۰۰۴، همراهی گروه را در تورها متوقف کرد اما در سال ۲۰۰۸، هم‌چنان یک عضو رسمی گروه است.
 او یک آلبوم تک را با نام قلب روی یک دیوار در سال ۱۹۸۱ منتشر کرد.
خواهر او، دانا دستری، نیز خواندن‌های پشتیبان را در ترانهٔ زندگی در دنیای واقعی از بلاندی بر عهده دارد.
پس از انحلال گروه در سال ۱۹۸۲، دستری مدیریت یک شرکت خرید، نوسازی و فروش ساختمان‌های قدیمی را بر عهده داشت. او هم‌چنین در تهیه و بازترکیب آثار هنرمندانی هم‌چون پرینس و این‌اکس‌اس مشارکت داشت. او و سایر اعضای گروه در سال ۱۹۷۷ دوباره متحد شدند.
او صاحب یک دختر با نام آیلین و یک پسر با نام جیمی است.